# Hololepta nepalensis
Hololepta nepalensis är en skalbaggsart som beskrevs av Lewis 1910. Hololepta nepalensis ingår i släktet Hololepta och familjen stumpbaggar. Inga underarter finns listade i Catalogue of Life.